# おびひろ動物園
おびひろ動物園（おびひろどうぶつえん）は、北海道帯広市にある動物園。

## 概要
1963年（昭和38年）7月13日に北海道内2番目の動物園として緑ヶ丘公園に開館。2003年（平成15年）には北海道教育委員会から「博物館相当施設」に認定され、教育機関と位置づけられた。2008年（平成20年）から冬期開園（12月から2月までの週末）を実施している。
南国原産の動物に対する耐寒訓練を全国に先駆けて行ったほか、帯広市図書館・帯広百年記念館・帯広市児童会館と各施設の特色を活かしながら、連携したイベントを開催している。
これまでに映画『植村直己物語』、『旭山動物園物語 ペンギンが空をとぶ』、『ウルルの森の物語』の撮影が行われている。　

## 利用案内
- 開園期間
  - 夏期開園：4月29日から11月3日
  - 冬期開園：12月1日から2月末日までの土曜・日曜・祝日（年末年始は閉園、『おびひろ氷まつり』開催時の金曜は開園）
- 開園時間
  - 夏期開園 9:00 - 16:30（10月1日からは9:30 - 16:00）
  - 冬期開園 11:00 - 14:00

## 施設

### どうぶつ舎一覧
西側エリア
- カンガルー舎
- エゾシカ舎
- バイソン舎
- ビーバー・ヘビ・カメ舎
- トラ舎
- コンドル・フクロウ舎
- ライオン舎

正門通りエリア
- 鳥類舎
- ハト・オシドリ舎
- フラミンゴ舎
- ペリカン舎
- サル山
- ゾウ舎 - 2020年3月4日、飼育していたインドゾウ「ナナ」が死亡したため、現在はいない。
- カバ舎
- ラマ舎
- ミニチュアホース（ポニー）舎
- 新サル舎
- アザラシ舎
- アシカ舎
- ガン・カモ舎

東側エリア
- キリン・シマウマ舎
- ホッキョクグマ舎
- ワシ・タカ舎
- 小獣舎
- どんぐりのいえ
- ちびっこふぁーむ

### 遊具
※冬期開園中は運休
- コスモジェット - 泉陽興業製[14]
- ウォーターショット[14]
- 空中観覧車 - サノヤス・ヒシノ明昌製[14]
- バルーンレース8（エイト）
- 豆汽車 - サノヤス・ヒシノ明昌製[14]
- フラワーカップ - サノヤス・ヒシノ明昌製[14]
- スーパーチェア - サノヤス・ヒシノ明昌製[14]
- メリーゴーラウンド - サノヤス・ヒシノ明昌製[14]
- ゴーカート - ミゼッティ工業製[14]
- 回転ボート
- 遊具ドーム
- バッテリーカー

過去の遊具
- グレートポセイドン - 泉陽興業製[14]
- ジャングルマウス - サノヤス・ヒシノ明昌製[14]
- トラバント - サノヤス・ヒシノ明昌製[14]

### その他
カンガルーポケット
- お食事処。軽食・ドリンク・お土産も販売している。冬期は食堂の一部と自動販売機が営業している[15]。

植村直己記念館 氷雪の家
- 国民栄誉賞を受賞した冒険家『植村直己』が使用した道具や写真を展示している記念館[17]。

こどもかいかん
- 企画展など時期によって異なる展示を行っている。動物園に関する書籍や児童書なども置いている[18]。

動物園センター
- ボランティア団体「おびひろ動物園協会」が寄贈した施設[19]。

事務所

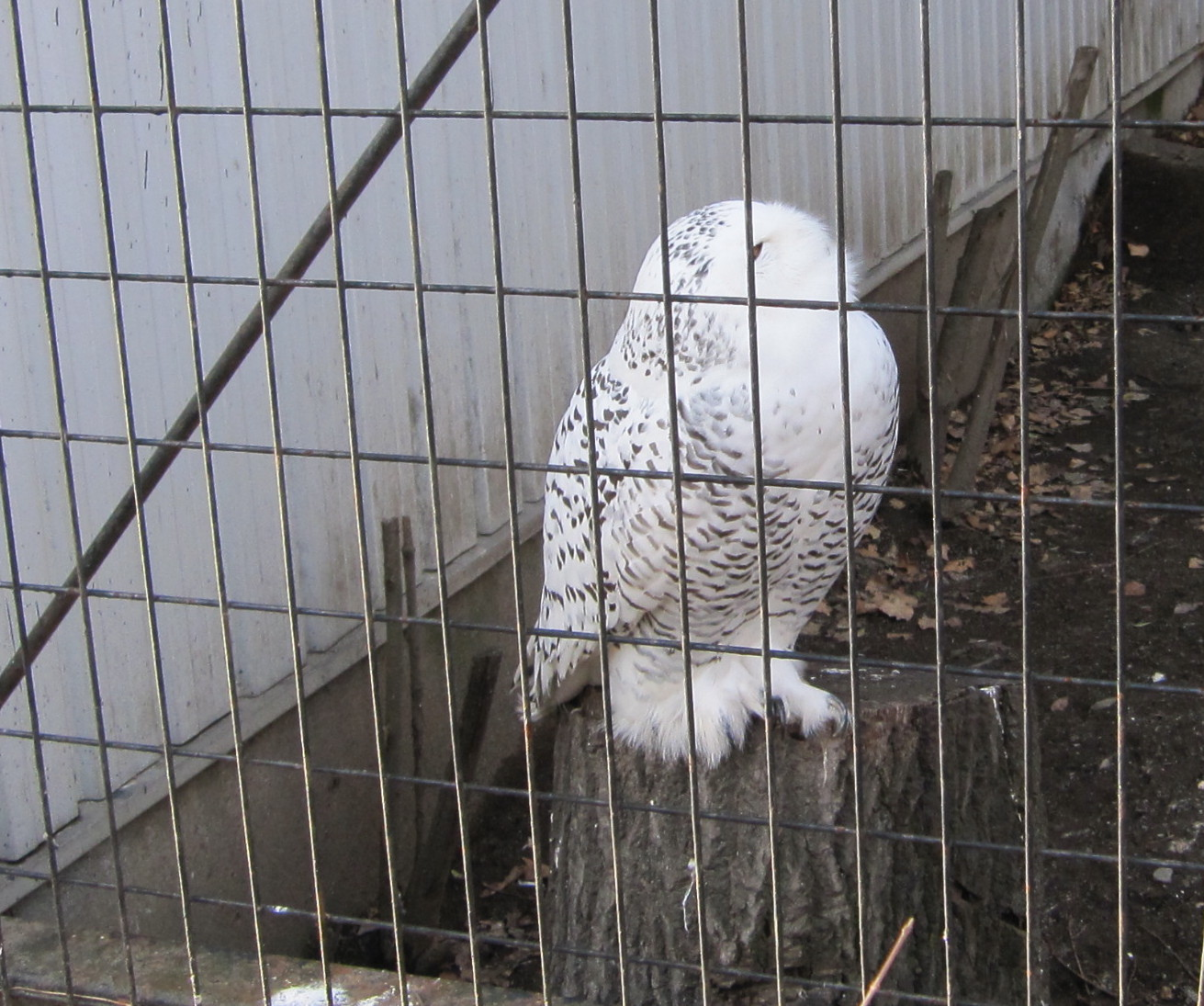
シロフクロウ（2010年12月）
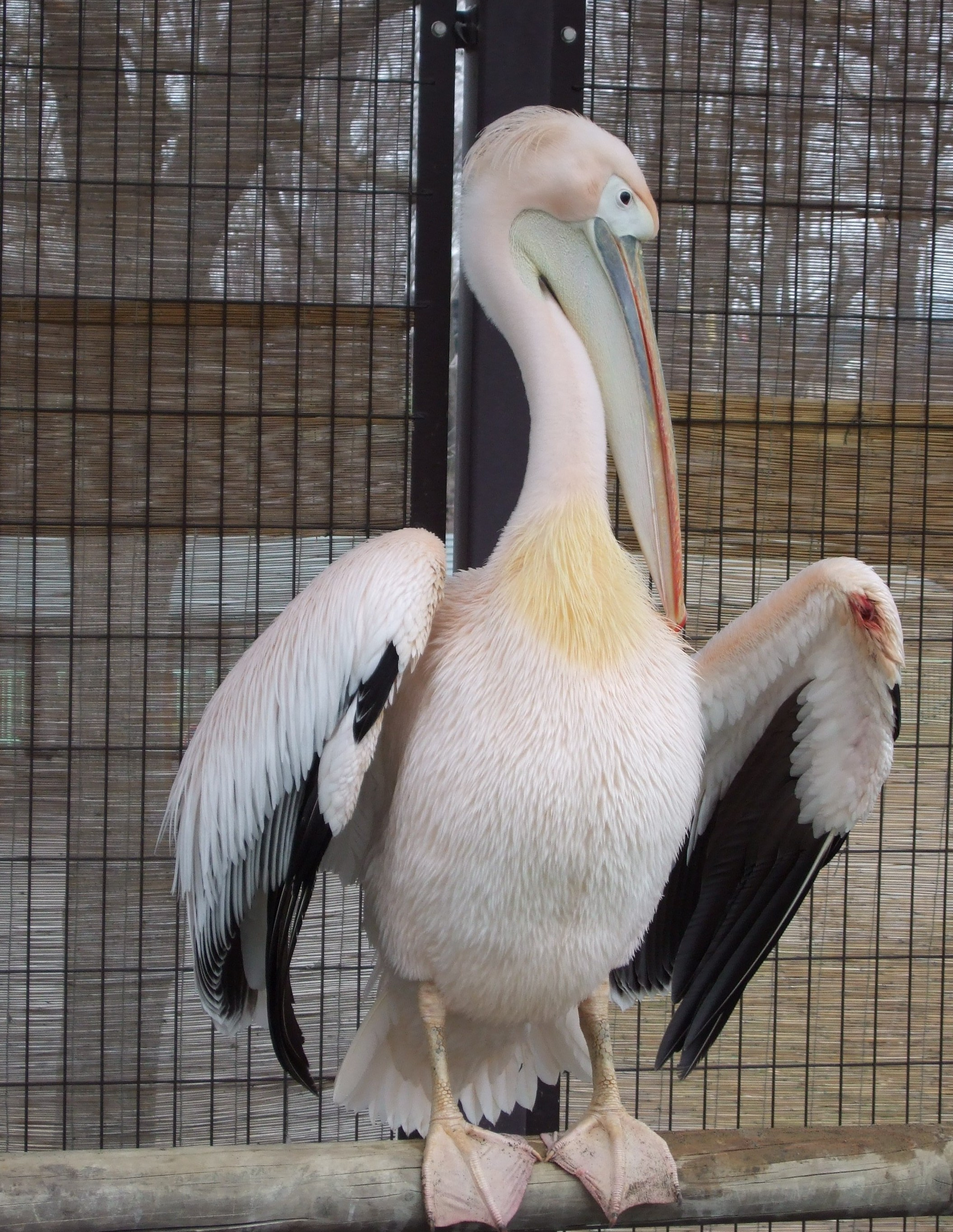
モモイロペリカン（2006年4月）
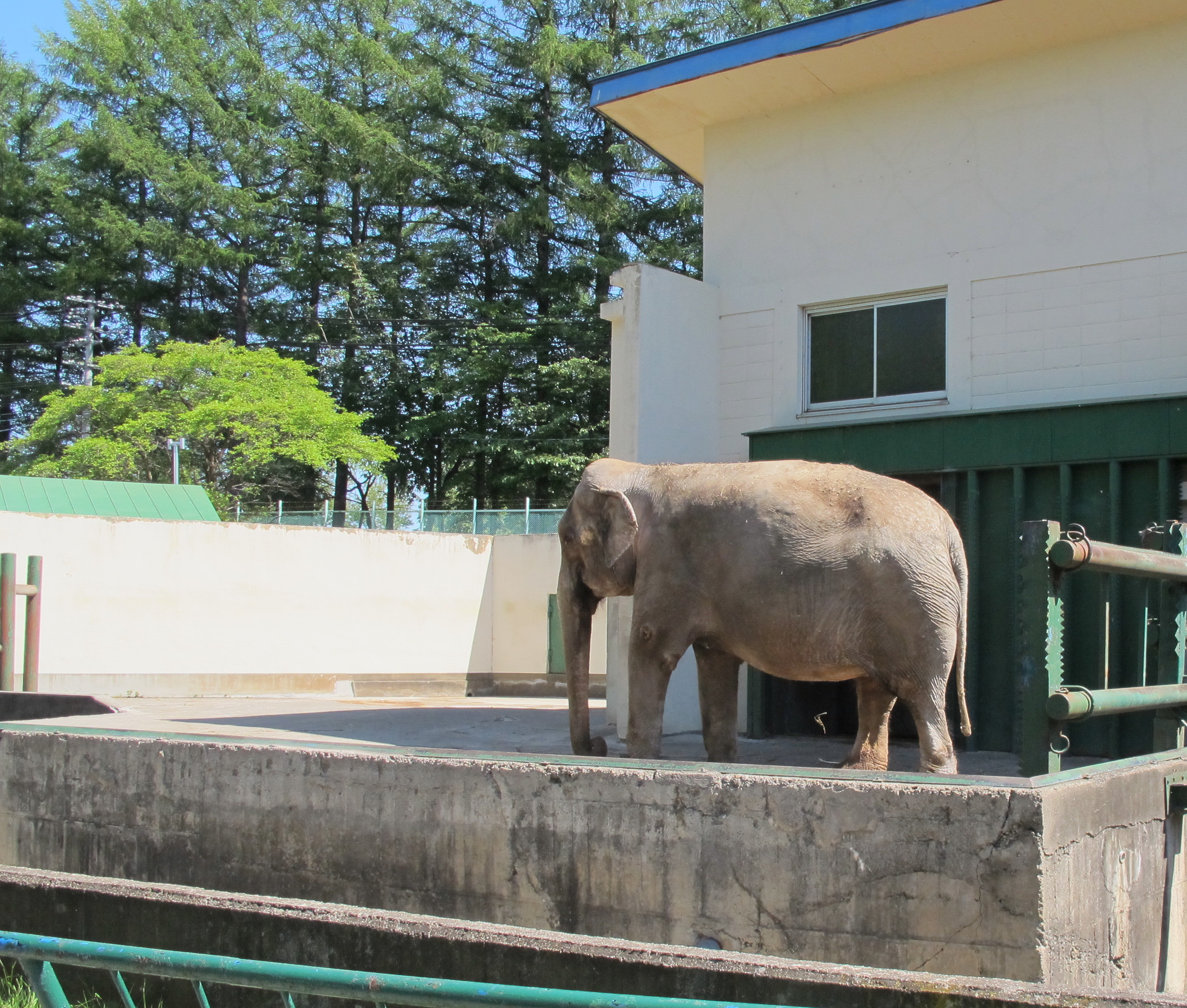
インドゾウ（2015年6月）
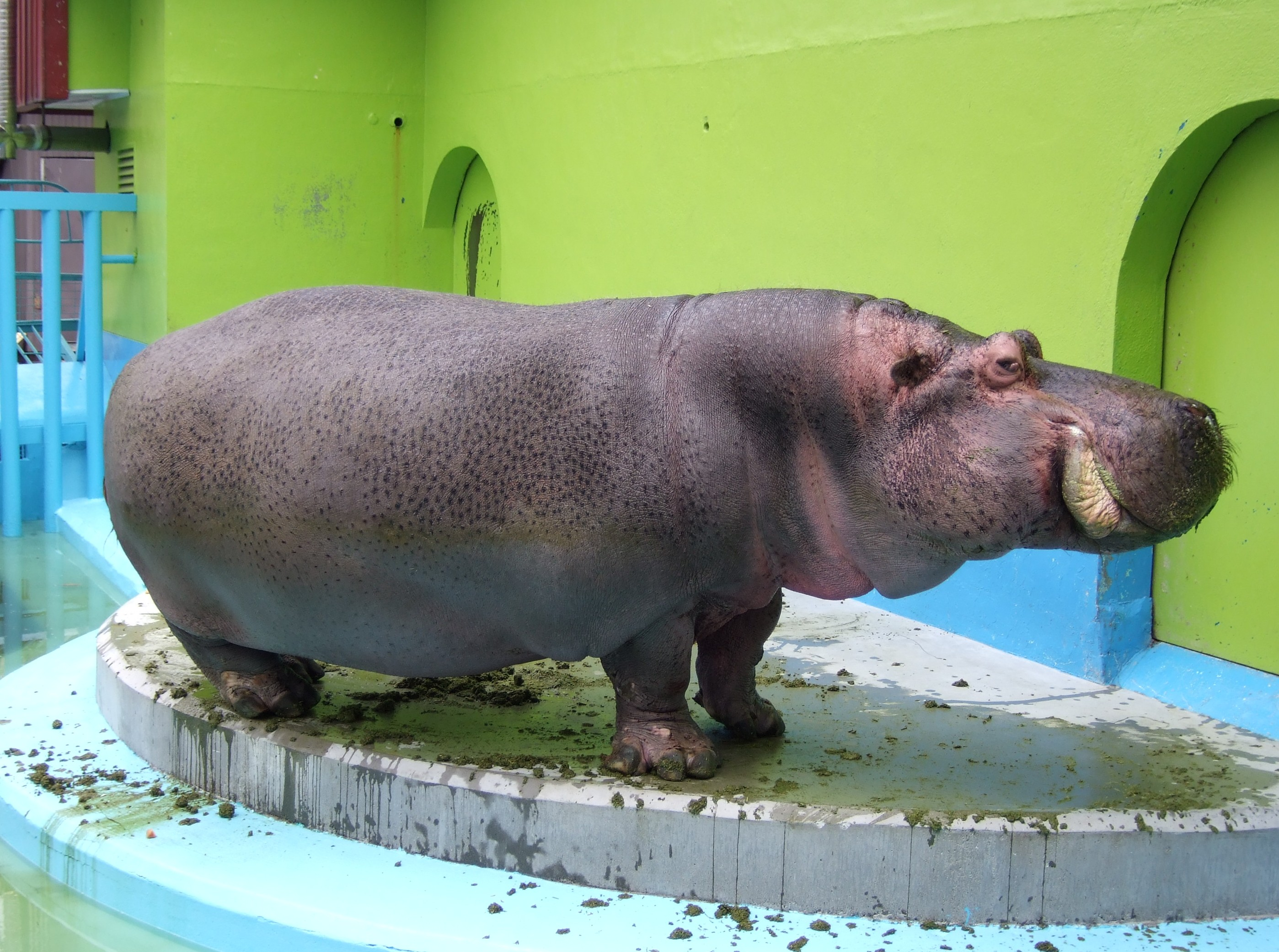
カバ（2006年4月）
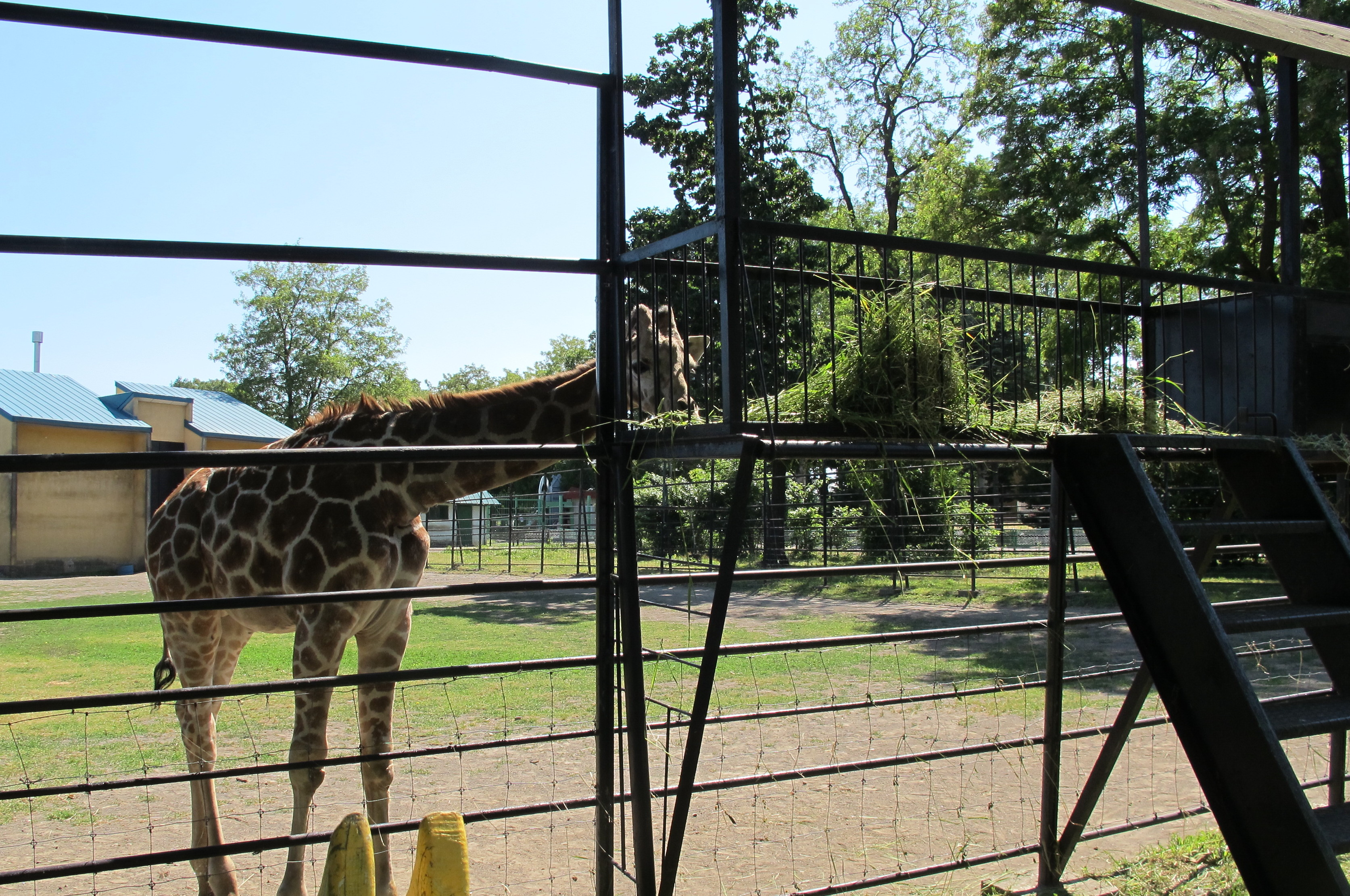
アミメキリン（2015年6月）
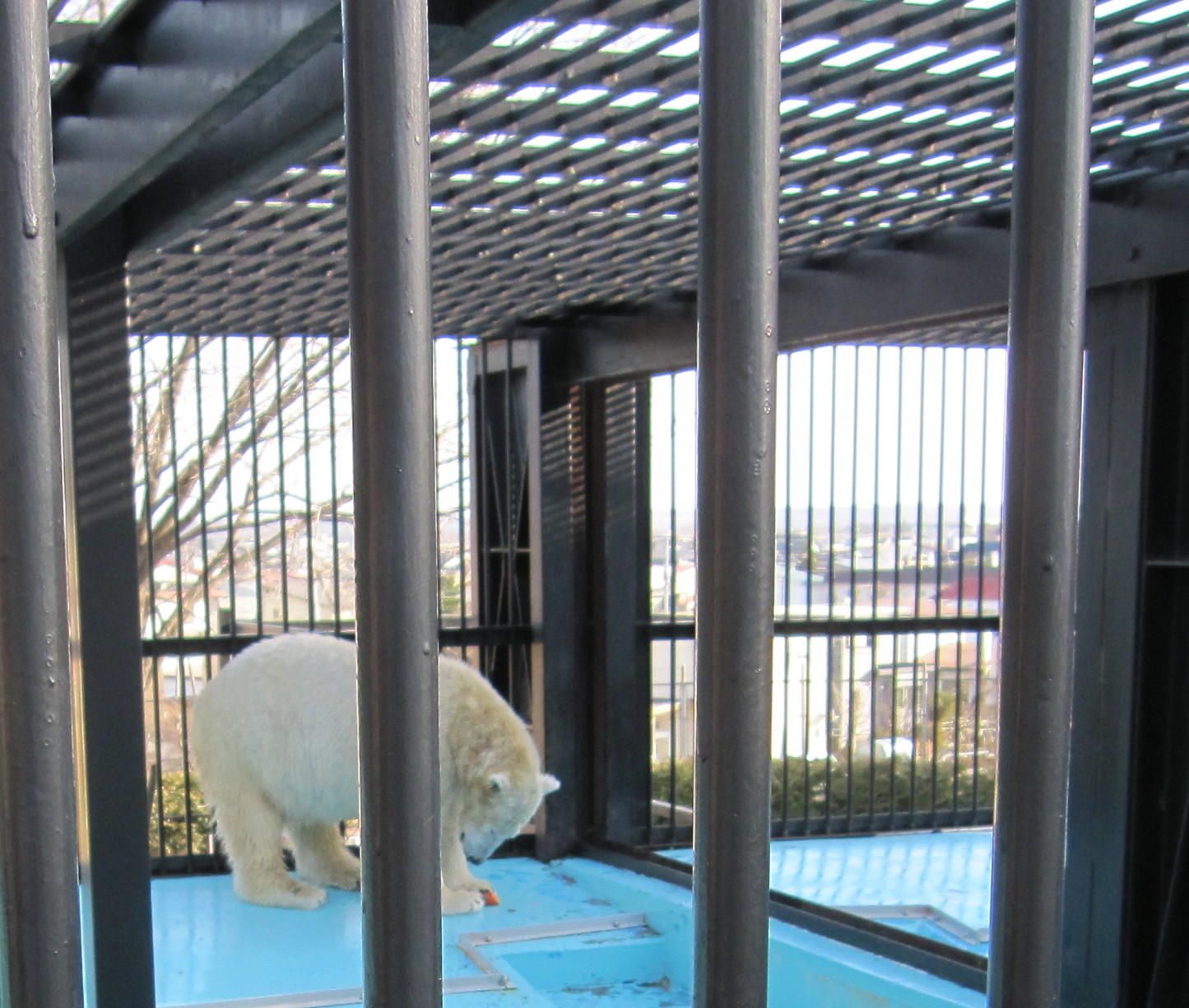
ホッキョクグマ（2010年12月）
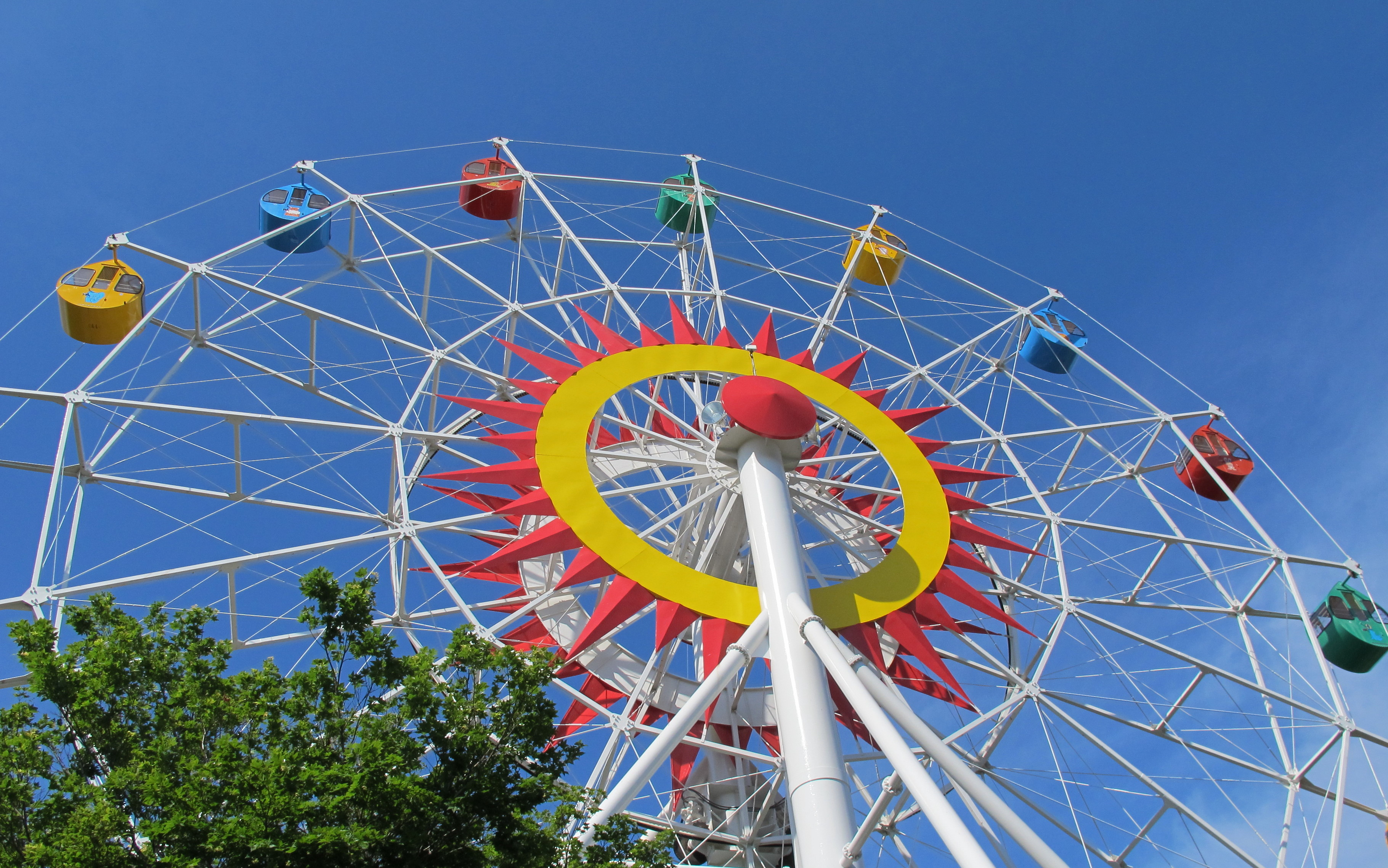
観覧車（2015年6月）

## 駐車場
- 正門駐車場80台[4]
- 南門前駐車場150台[4]
- 臨時駐車場有（ただし、冬期間は南門前と臨時の駐車場は利用不可）[4]

## 参考資料
- “帯広市動物園条例”.   帯広市 (2005年). 2015年7月1日閲覧。
- “帯広市動物園条例施行規則”.   帯広市 (2001年). 2015年7月1日閲覧。
- “おびひろ動物園 50年誌” (PDF).   帯広市 (2013年). 2015年7月1日閲覧。